# Arruda dos Vinhos
Arruda dos Vinhos (ɐ'ʁudɐ duʃ 'viɲuʃ) è un comune portoghese di 10 350 abitanti situato nel distretto di Lisbona.

## Società

### Evoluzione demografica
| Popolazione di Arruda dos Vinhos (1801 – 2004) | Popolazione di Arruda dos Vinhos (1801 – 2004) | Popolazione di Arruda dos Vinhos (1801 – 2004) | Popolazione di Arruda dos Vinhos (1801 – 2004) | Popolazione di Arruda dos Vinhos (1801 – 2004) | Popolazione di Arruda dos Vinhos (1801 – 2004) | Popolazione di Arruda dos Vinhos (1801 – 2004) | Popolazione di Arruda dos Vinhos (1801 – 2004) | Popolazione di Arruda dos Vinhos (1801 – 2004) |
| ---------------------------------------------- | ---------------------------------------------- | ---------------------------------------------- | ---------------------------------------------- | ---------------------------------------------- | ---------------------------------------------- | ---------------------------------------------- | ---------------------------------------------- | ---------------------------------------------- |
| 1801                                           | 1849                                           | 1900                                           | 1930                                           | 1960                                           | 1981                                           | 1991                                           | 2001                                           | 2004                                           |
| 2789                                           | 4339                                           | 5547                                           | 7670                                           | 8021                                           | 8875                                           | 9364                                           | 10350                                          | 11210                                          |

## Parrocchie
- Arranhó
- Arruda dos Vinhos
- Cardosas
- Santiago dos Velhos